# Konrad Keller
Konrad Keller-Künzler (* 24. November 1876 in Walzenhausen; † 11. Januar 1952 ebenda; heimatberechtigt in ebenda) war ein Schweizer Textilunternehmer, Landwirt, Gemeindepräsident, Kantonsrat und Regierungsrat aus dem Kanton Appenzell Ausserrhoden.

## Leben
Konrad Keller-Künzler war ein Sohn von Johann Jakob Keller, Rideauxfabrikanten und Gemeindehauptmann, und Karolina Krüsi. Im Jahr 1899 heiratete er Amalia Annette Künzler, Tochter von Johann Jakob Künzler, Fabrikanten. Keller arbeitete als Rideauxfabrikant und Landwirt. Er verpachtete 1919 sein Gut und verkaufte in den 1920er Jahren das Rideauxgeschäft. 
Von 1910 bis 1919 amtierte er als Gemeindehauptmann in Walzenhausen. Ab 1911 bis 1919 sass er im Ausserrhoder Kantonsrat. Von 1919 bis 1943 gehörte er dem Regierungsrat an. In dieser Funktion stand er ab 1919 bis 1932 der Gemeindedirektion und von 1932 bis 1943 der Volkswirtschaftsdirektion vor. Ab 1911 bis 1952 war er Kassier der Gemeinde-Ersparniskasse Walzenhausen. Von 1931 bis 1949 gehörte er der Kantonalbankverwaltung an. Von 1935 bis 1942 sass er im Verwaltungsrat der St. Gallisch-Appenzellischen Kraftwerke. Er war Ehrenmitglied des Walzenhausner Männerchores Harmonie.